# Рончна
Рончна (пол. Rączna) — село в Польщі, у гміні Лішки Краківського повіту Малопольського воєводства.
Населення — 1810 осіб (2011).
У 1975-1998 роках село належало до Краківського воєводства.

## Демографія
Демографічна структура станом на 31 березня 2011 року:
|          | Загалом | Допрацездатний вік | Працездатний вік | Постпрацездатний вік |
| -------- | ------- | ------------------ | ---------------- | -------------------- |
| Чоловіки | 869     | 195                | 605              | 69                   |
| Жінки    | 941     | 204                | 592              | 145                  |
| Разом    | 1810    | 399                | 1197             | 214                  |